# J.P. Bang
Jacob Peter Bang (født 13. januar 1865 i Rønne, død 12. august 1936 i Hellerup) var en dansk teolog.

## Liv og gerning
Han var søn af overlærer Johannes Peter Bang (1836-1898) og Johanne Luise Christiane Salome Jørgensen og bror til billedkunstneren Christian Bang (1868-1950).
I 1888 tog han teologisk embedseksamen. I 1889 vandt han universitetets guldmedalje. I 1890-91 var han med offentlig understøttelse på studierejse i Italien og Tyskland. I 1894 modtog han licentiatgraden på grundlag af sin afhandling Om Trosartiklens Begreb; en Undersøgelse af den synkretistiske Strids dogmatiske Problem.
Derefter virkede han som privatdocent ved universitetet og sideløbende hermed udviklede han et betydeligt forfatterskab. Han blev i samtiden betegnet som "en ivrig polemiker".
I begyndelsen havde Ritschls teologi en afsmittende virke, senere dog blev han præget af Grundtvigs teologi. I den litterære fejde omkring Adolf von Harnacks Das Wesen des Christintums (1900) deltog han med skriftet Om Kristendommens Væsen (1902), hvori han, i overensstemmelse med grundtvigske tankegange, stærkt betonede den apostolske trosbekendelse.
I 1903 blev han redaktør af Dansk Kirketidende.
I 1904 blev han midlertidig docent i nytestamentlig eksegese. I 1910 blev han professor i dogmatik.
I Om Forsoningen i Kristus hævdede han den såkaldte subjektive forsoningslære.
Under 1. verdenskrig vendte han sig kraftigt i mod tyskernes opfattelse af krigen, især i Hurra og Halleluja.
I 1924 tog han på grund af svagelighed sin afsked som professor.
Bang er begravet på Hellerup Kirkegård.

## Forfatterskab
Bang har forfattet en hel del artikler i leksika og tidsskrifter. Desuden skrev han teologiske bøger, herunder:
- A. Ritschl’s Theologi; 1893,[4][1]
- Den kristelige Glæde, en etisk Studie; 1895,[4]
- Paulus og Troens Ord; 1900,[4]
- Kristendom og Nationalitet; 1900,[4]
- Om Kristendommens Væsen; 1902,[4][1]
- Paulus; 1911,[4]
- Det religiøse Sjæleliv I-II; 1911-12,[4][1]
- Om Forsoningen i Kristus; 1913,[4][1]
- Troen og Livet; 1-3; 1917-20,[1]
- Hurra og Halleluja; 1916.[1]

## Hædersbevisninger
I 1889 fik han Københavns Universitets guldmedalje.
Han blev Ridder af Dannebrog i 1921.